# ATACMS
Die ATACMS (Akronym für englisch Army TACtical Missile System, ohne das S ausgesprochen wie attack 'em, deutsch etwa „Greif[t] sie an“) ist eine ballistische Kurzstreckenrakete aus US-amerikanischer Produktion. Der Systemindex der US-Streitkräfte lautet MGM-140, MGM-164 und MGM-168.

## Entwicklung
Die ATACMS entstand auf Grund einer Forderung der Streitkräfte der Vereinigten Staaten. Diese wollten die Kurzstreckenrakete MGM-52 Lance ersetzen. Im Rahmen der AirLand-Battle- und Follow-on-Forces-Attack-Konzepte sollte die neue Rakete feindliche Truppen und Gerät weit hinter der Kriegsfront bekämpfen. Der Entwicklungsauftrag wurde Ling-Temco-Vought (heute Lockheed Martin) 1982 zugesprochen. Der erste Teststart erfolgte am 26. April 1988. Die ersten Raketen wurden im Juni 1990 an die United States Army ausgeliefert.

## Technik

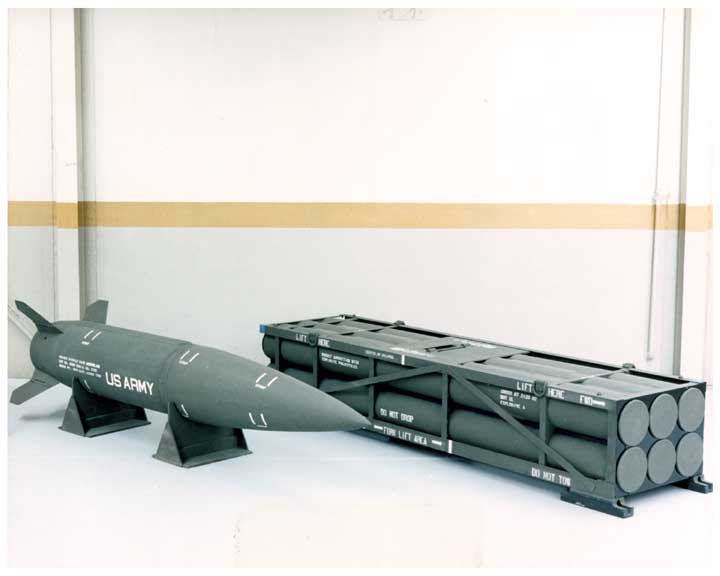
MGM-140 ATACMS

Als Transport- und Startfahrzeug kommt das Kettenfahrzeug M270A1 zur Anwendung, welches auch für das MLRS-System verwendet wird. Ein Fahrzeug kann zwei ATACMS-Raketen transportieren. Als weiteres Startfahrzeug kam später HIMARS hinzu, welches eine ATACMS-Rakete transportiert.
Die ATACMS-Rakete wird von einem HTPB-Komposit-Feststofftreibsatz angetrieben, der sie auf eine Brennschlussgeschwindigkeit von rund 1020 m/s (Mach 3) beschleunigt. Die Steuerung erfolgt mittels eines Trägheitsnavigationssystems, das während des gesamten Flugs aktiv ist. Die Kurskorrekturen erfolgen durch vier trapezförmige Steuerflügel am Raketenheck. Die Reichweitensteuerung erfolgt nicht durch Schubterminierung, sondern durch Anpassen der Flugbahn. Daher kann die Flugbahn der Raketen neben der üblichen Wurfparabel durch den Einsatz der Kurskorrektur auch einer semi-ballistischen Kurve gleichen. Der Scheitelpunkt liegt hierbei bei rund 48 km. Die Raketen der zweiten Serie verfügen über einen leistungsstärkeren Raketenmotor, einen zusätzlichen GPS-Empfänger sowie über eine modifizierte Steuersoftware, welche die Rakete auf ein optimales Flugprofil steuert. Dadurch haben diese Raketen eine rund doppelt so große Reichweite sowie eine deutlich erhöhte Treffergenauigkeit.
Die Ausführungen MGM-140A/B/D sind mit einem Gefechtskopf mit Streumunition ausgerüstet. Die Bomblets werden in einer vorselektierten Höhe ausgestoßen und gehen in einem kreisförmigen Gebiet von 33.000 m² nieder (Kreisdurchmesser ca. 205 m). Die M74 APAM-(Anti-Personnel Anti-Material)-Bomblets können gegen weiche und halbharte Ziele eingesetzt werden. Jedes Bomblet hat einen Splitterwirkungskreis von rund 15 m. Das M74-Bomblet ist kreisrund mit einem Durchmesser von 71 mm. Es wird durch den M219A2-Aufschlag- und Zeitzünder zur Detonation gebracht. Bei Einsätzen im Irak und in Afghanistan hatten die M74-Bomblets eine durchschnittliche Blindgängerrate von rund 2 %. Die Ausführungen MGM-164/168 sind mit dem WDU-18-Gefechtskopf der AGM-84 Harpoon bestückt. Er wiegt 215 kg. Während die Ausführung MGM-164 mit einem FMU-141-Zünder versehen ist, verfügt die Ausführung MGM-168 über einen FMU-161-Zünder. Dieser hat neben einem Modus mit Annäherungszünder auch einen Verzögerungszünder-Modus zur Bekämpfung von verbunkerten Zielen. Die MGM-168 schwenkt sich im Zielanflug auf einen Winkel von annähernd 90° senkrecht zum Ziel. Dadurch befindet sich der Gefechtskopf im Moment der Detonation direkt über dem Ziel und entfaltet eine optimale Penetrations- bzw. Flächenwirkung.

## Varianten
Die Raketen der Hauptserien sind fett dargestellt.
- MGM-140A ATACMS Block 1 (M39): Standardversion aus dem Jahr 1990 mit einem Gefechtskopf mit 950 M74-Bomblets (Streumunition). Wurden außer Dienst gestellt. Die Rümpfe mit dem Motor wurden für den Bau der M57 verwendet. Reichweite 165 km.[2]
- MGM-140B ATACMS Block 1 (M39A): Mit einem Gefechtskopf mit 300 M74-Bomblets (Submunition). Zwischen 1997 und 2003 wurden 610 M39A produziert. Nach der Außerdienststellung wurden die Rümpfe mit dem Motor für den Bau der M57 verwendet. Reichweite 300 km.[6]
- MGM-140C ATACMS Block 1A: Ursprüngliche Bezeichnung der MGM-164A ATACMS Block 2.
- MGM-140D ATACMS Block 1A (M39A1): Verbesserte MGM-140B mit INS und GPS-Lenksystem. Eingeführt 1998. Wurden außer Dienst gestellt und zur M57E1 umgebaut. Reichweite 270–300 km.[2]
- MGM-140E ATACMS Block 1A Unitary: Ursprüngliche Bezeichnung für die MGM-168A ATACMS Block 1A (QRU).
- MGM-140 NTACMS: Projekt für die U.S. Navy. Start aus dem Mk.41-VLS. Projekt eingestellt.
- MGM-168A ATACMS Block 1A (M48): Auch ATACMS-Quick-Reaction-Unitary (QRU) genannt. Mit einem 215 kg schweren WDU-18-Splittergefechtskopf mit FMU-141-Zünder. Zwischen 2001 und 2003 wurden 176 M48 produziert. Die Produktion wurde zu Gunsten der M57 eingestellt. Reichweite 270–300 km.
- MGM-164A ATACMS Block 2 (M39A3): Mit 13 BAT (selbstzielsuchende Submunition). Reichweite 140 km. Entwicklung 2003 eingestellt.[7]
- MGM-164B ATACMS Block 2A: Wie MGM-164A, aber mit sechs P3I I-BAT (selbstzielsuchende Submunition). Reichweite 220 km. Entwicklung eingestellt.
- MGM-164 ATACMS 2000 (M57): Mit verbesserter Zielgenauigkeit und WDU-18-Gefechtskopf mit neuem FMU-161-Zünder ausgerüstet. Ab 2003 wurden 513 neue M57 produziert. Weitere M57 entstanden durch ältere nachgerüstete Raketen. Diese werden M57E1 bezeichnet. Reichweite 270–300 km.
- MGM-168 ATACMS Block 3 (TACMS-P): Mit T2K-Steuersystem mit verbesserter Präzision. Mit Penetrationsgefechtskopf zur Bekämpfung von Bunkern. Projekt eingestellt.
- MGM-168 ATACMS Block 3 (T2K): Mit T2K-Steuersystem mit verbesserter Präzision. Ausgerüstet mit All-In-One-Dispenser für verschiedene Kleinbomben und Bomblets. Projekt eingestellt.

## Status
Die Produktionslinien für die ATACMS wurden 2007 geschlossen. Die in den Vereinigten Staaten älteren MGM-140-Bestände mit den Streumunition-Gefechtsköpfen werden z. T. nachgerüstet und mit dem WDU-18-Gefechtskopf bestückt. Mit dem Geschäftsjahr 2023 wurde die Umrüstung von 1700 ATACMS bewilligt.
Im Rahmen des Programms Long-Range Precision Fires haben die Streitkräfte der Vereinigten Staaten das Nachfolgesystem Precision Strike Missile (PrSM) mit einer Reichweite von mehr als 500 km entwickelt.

## Technische Daten der ATACMS-Raketen
| Kenngröße              | MGM-140A ATACMS Block 1 (M39) | MGM-140D ATACMS Block 1A (M39A1) | MGM-164 ATACMS 2000 (M57)                       |                           |
| ---------------------- | ----------------------------- | -------------------------------- | ----------------------------------------------- | ------------------------- |
| Einführungsjahr        | 1991                          | 1998                             | 2003                                            |                           |
| Antrieb                | Feststoffraketentriebwerk     | Feststoffraketentriebwerk        | Feststoffraketentriebwerk                       | Feststoffraketentriebwerk |
| Länge                  | 3,96 m                        | 3,96 m                           | 4,00 m                                          |                           |
| Rumpfdurchmesser       | 604 mm                        | 604 mm                           | 604 mm                                          |                           |
| Flügelspannweite       | 1400 mm                       | 1400 mm                          | 1400 mm                                         |                           |
| Gewicht                | 1630 kg                       | 1321 kg                          | 1480 kg                                         |                           |
| Nutzlast               | 560 kg                        | 160 kg                           | 215 kg                                          |                           |
| Sprengkopf             | 950 M74-Submunition           | 300 M74-Submunition              | WDU-18/B Penetrations- und Splittergefechtskopf |                           |
| Einsatzreichweite      | 165 km                        | 270–300 km                       | 270–300 km                                      |                           |
| Lenksystem             | INS                           | INS plus GPS                     | INS plus GPS                                    | INS plus GPS              |
| Streukreisradius (CEP) | 225–250 m                     | weniger als 100 m                | 10–20 m                                         |                           |

## Kriegseinsätze

### Zweiter Golfkrieg 1990/91
Der erste Kriegseinsatz erfolgte während des Zweiten Golfkriegs. Dabei wurden vom 6. Bataillon der 27. Feldartilleriebrigade 32 MGM-140A-ATACMS-Lenkwaffen gegen irakische Stellungen abgefeuert.

### Dritter Golfkrieg 2003
Während des Irakkrieges 2003 feuerten die US-Streitkräfte 453 ATACMS ab.

### Krieg in Afghanistan 2001–2021
Im Krieg in Afghanistan 2001–2021 setzten die Streitkräfte der Vereinigten Staaten ATACMS-Raketen ein.

### Operation Inherent Resolve seit 2014
Im Jahr 2016 wurden ATACMS auf HIMARS im Nordirak im Rahmen der Operation Inherent Resolve gegen die Terrororganisation Islamischer Staat (IS) eingesetzt.

### Russischer Überfall auf die Ukraine seit 2022
Die Regierung Biden entschied am 23. September 2023, die bereits länger gestellte Bitte der Regierung der Ukraine zu erfüllen, der Ukraine ATACMS-Raketen für die Verteidigung gegen den russischen Überfall auf die Ukraine zur Verfügung zu stellen. Am 17. Oktober 2023 setzten ukrainische Streitkräfte bei einem Angriff auf ein Flugfeld in der Nähe des von Russland besetzten Berdjansk erstmals ATACMS-Raketen ein. Es waren mit Streumunition beladene Raketen der Ausführung MGM-140A (Baujahr 1997). Dabei sollen nach Medienberichten rund ein Dutzend Hubschrauber, ein Munitionsdepot und Flugabwehrraketensysteme zerstört bzw. beschädigt worden sein. Ein zweiter Angriff mit ATACMS-Raketen erfolgte am 25. Oktober 2023. Dabei soll erfolgreich eine Stellung mit S-400-Flugabwehrraketensystemen in der Nähe von Luhansk beschossen worden sein.
Am 20. April 2024 stimmte das Repräsentantenhaus der Vereinigten Staaten nach monatelangen Verzögerungen mehrheitlich weiteren Auslandshilfen für die Ukraine in Höhe von 61 Milliarden US-Dollar zu.
US-Senator Mark Warner (Dem) signalisierte, dass auch ATACMS geliefert werden. Biden sagte eine schnelle Lieferung der Waffen zu. Am 24. April 2024 bestätigte Jake Sullivan, nationaler Sicherheitsberater des US-Präsidenten, einen Bericht der New York Times, laut dem die USA schon Wochen zuvor Raketen mit deutlich größerer Reichweite als bisher an die Ukraine geliefert haben. Biden habe im Februar sein Team angewiesen, der Ukraine eine bedeutende Zahl ATACMS-Raketen bereitzustellen, zur Verwendung innerhalb ihres eigenen Territoriums.
Am 4. Mai 2024 soll es einer russischen Buk-M3-Einheit gelungen sein, eine Salve von vier ukrainischen ATACMS-Raketen über der Krim abzufangen.
Am 17. November 2024 genehmigte die US-Regierung den Einsatz auch gegen Ziele in Russland. Zwei Tage später behauptete das russische Verteidigungsministerium, dass russisches Territorium erstmals von der Ukraine mit US-amerikanischen ATACMS-Raketen angegriffen worden sei.

## Nutzerstaaten
- Australien – 20 M142 HIMARS mit 10 M57-Raketen im Jahr 2022 bestellt.[29][30]
- Bahrain – 9 M270A1 mit 30 M39A1-Raketen und 110 M57-Raketen.[2]
- Estland – 18 M57-Raketen im Jahr 2022 bestellt.[30]
- Griechenland – 36 M270 mit 100 M39-Raketen und weitere M39A1-Raketen.[30]
- Katar – 70 M39A1-Raketen im Jahr 2012 bestellt.
- Lettland – 18 M57-Raketen im Jahr 2022 bestellt.[29]
- Marokko – 40 M57-Raketen im Jahr 2023 bestellt.[29]
- Norwegen – 16 M142 HIMARS mit 100 M57-Raketen im Jahr 2024 bestellt.[29]
- Polen – 20 M142 HIMARS mit 30 M57-Raketen im Jahr 2019 bestellt.[31][32][33]
- Rumänien – 54 M142 HIMARS (18 geliefert) mit M57-Raketen im Jahr 2019 bestellt.[34][33]
- Südkorea – 58 M270 (48 M270 + 10 M270A1) mit 290 M39-Raketen und weitere M39A1-Raketen.[2]
- Taiwan – 65 M57-Raketen im Jahr 2020 bestellt.[30]
- Türkei – 12 M270A1 mit 120 M39A1-Raketen.[2]
- Ukraine – Die Vereinigten Staaten haben eine unbekannte Anzahl ATACMS-Raketen an die Ukraine geliefert.[35][36]
- Vereinigte Arabische Emirate – 32 M142 mit 226 M39-Raketen im Jahr 2018 bestellt.[37] Im Jahr 2024 wurden weitere 203 M57-Raketen bestellt.[38]
- Vereinigte Staaten – 991 M270A1 und 405 M142 mit ca. 2666 Raketen (davon 1019 М39, 576 М39А1, 118 М48, 513 М57, 220 М57Е1). Weitere 1615 M57E1 bis 2024 bestellt.